# Abebe Mekonnen
Abebe Mekonnen (16 ottobre 1964) è un ex maratoneta etiope, vincitore della maratona di Boston nel 1989.

## Biografia
Ha partecipato nella maratona a due edizioni dei Giochi olimpici:
- Barcellona 1992: ritirato
- Atlanta 1996: 81º

Mekonnen ha il record di maratone corse sotto le 2 ore e 15 minuti: con 32 ha battuto le 27 di Bill Rodgers.
Il suo primato personale è 2h07'35", realizzato alla maratona di Pechino 1988, tuttora record della corsa.

## Altre competizioni internazionali
1984
- 8º alla Maratona di Vienna ( Vienna) - 2h17'25"
- Argento alla maratona dei Friendship Games ( Mosca) - 2h11'30"
- Argento alla Maratona di Monaco ( Monaco di Baviera) - 2h15'40"

1985
- 4º alla Maratona di Tokyo ( Tokyo) - 2h12'39"
- 7º alla Maratona di Fukuoka ( Fukuoka) - 2h13'23"
- 4º alla Maratona di Montréal ( Montréal) - 2h15'09"

1986
- Bronzo alla Maratona di Tokyo ( Tokyo) - 2h08'39"
- Oro alla Maratona di Rotterdam ( Rotterdam) - 2h09'29"
- Oro alla Maratona di Montréal ( Montréal) - 2h10'31"
- Oro alla Maratona di Addis Abeba ( Addis Abeba) - 2h16'07"

1987
- Bronzo alla Maratona di Tokyo ( Tokyo) - 2h11'54"
- Oro alla Maratona di Parigi ( Parigi) - 2h11'09"

1988
- Oro alla Maratona di Tokyo ( Tokyo) - 2h08'33"
- 4º alla Maratona di Rotterdam ( Rotterdam) - 2h09'33"
- Oro alla Maratona di Pechino ( Pechino) - 2h07'35"

1989
- Oro alla Maratona di Boston ( Boston) - 2h09'26"
- 7º alla Maratona di Fukuoka ( Fukuoka) - 2h14'29"

1990
- Argento alla Maratona di Rotterdam ( Rotterdam) - 2h11'32"

1991
- Oro alla Maratona di Tokyo ( Tokyo) - 2h10'26"
- Argento alla Maratona di Boston ( Boston) - 2h11'22"
- 4º alla Maratona di Fukuoka ( Fukuoka) - 2h11'39"

1992
- 8º alla Maratona di Boston ( Boston) - 2h13'09"

1993
- Oro alla Maratona di Tokyo ( Tokyo) - 2h12'00"

1994
- 5º alla Maratona di Tokyo ( Tokyo) - 2h12'13"
- Argento alla Maratona di Londra ( Londra) - 2h09'17"
- Argento alla Maratona di Pechino ( Pechino) - 2h11'33"

1995
- 28º alla Maratona di Londra ( Londra) - 2h20'18"
- 11º alla Chuncheon Marathon ( Chuncheon) - 2h20'42"

1996
- 6º alla Maratona di Boston ( Boston) - 2h10'21"
- Bronzo alla Maratona di Otsu ( Ōtsu) - 2h11'55"
- 7º alla Maratona di Pechino ( Pechino) - 2h13'21"

1997
- 5º alla Maratona di Rotterdam ( Rotterdam) - 2h08'46"
- 4º alla Chuncheon Marathon ( Chuncheon) - 2h10'27"
- Bronzo alla Kyongju Marathon ( Kyongju) - 2h12'45"

1998
- 8º alla Maratona di Berlino ( Berlino) - 2h12'13"
- 5º alla Maratona di Londra ( Londra) - 2h09'52"
- 7º alla San Diego Marathon ( San Diego) - 2h16'38"
- Argento alla See Genezareth Tiberias Marathon ( See Genezareth) - 2h14'09"
- 36º alla Maratona di Pechino ( Pechino) - 2h27'34"
- Bronzo alla Boulder 10 km ( Boulder) - 29'30"
- 9º alla Nissan Foods Invitational Road Race ( Gardena), 5 km - 14'02"

1999
- 20º alla Maratona di Tokyo ( Tokyo) - 2h21'40"

2000
- 23º alla Maratona di Hofu ( Hōfu) - 2h26'25"
- 23º alla Maratona di Seul ( Seul) - 2h32'20"
- 5º alla See Genezareth Tiberias Marathon ( See Genezareth) - 2h25'53"

2001
- 27º alla Maratona di Seul ( Seul) - 2h27'43"

2002
- 20º alla Maratona di Vienna ( Vienna) - 2h26'42"
- 10º alla BIG25 ( Berlino), 25 km - 1h18'55"
- 14º alla Kassel 10 km ( Kassel) - 30'39"

2003
- 18º alla Maratona di Seul ( Seul) - 2h23'19"
- 20º alla Nagano Olympic Commemorative Marathon ( Nagano) - 2h26'51"
- 8º alla Maratona di Ottawa ( Ottawa) - 2h27'15"
- 13º alla Dubai Marathon ( Dubai) - 2h33'38"

2004
- 17º alla Maratona di Beirut ( Beirut) - 2h36'39"

2007
- 160º alla Maratona di Boston ( Boston) - 2h44'12"